# Ballrechten-Dottingen
Ballrechten-Dottingen là một đô thị ở Markgräflerland tây nam nước Đức. Đô thị này có diện tích 6,61km², dân số thời điểm 31 tháng 12 năm 2020 là 706 người. Đô thị này tọa lạc ở rìa tây rừng Black.